# Untersbergstraße (metropolitana di Monaco di Baviera)
Untersbergstraße è una stazione della metropolitana di Monaco di Baviera inaugurata il 18 ottobre 1980. Si trova nel distretto Obergiesing.
È servita dalle linee U2 e U7, ed ha due binari.